# Dzieńkowszczyzna
Dzieńkowszczyzna – dawna wieś znajdująca się na obecnych terenach Białorusi, w obwodzie witebskim, w rejonie postawskim, w sielsowiecie Duniłowicze.

## Historia
W dwudziestoleciu międzywojennym wieś leżała w Polsce, w województwie wileńskim, w powiecie duniłowickim (od 1926 – postawskim), w gminie Norzyca, a następnie w gminie Duniłowicze.
Według Powszechnego Spisu Ludności z 1921 roku liczyła 47 mieszkańców, spośród których wszyscy zadeklarowali wyznanie rzymskokatolickie i polską przynależność narodową. We wsi znajdowało się osiem budynków mieszkalnych. W 1931 roku 14 domów zamieszkiwało 66 osób.
Miejscowość należała do parafii rzymskokatolickiej w Duniłowiczach. Podlegała pod Sąd Grodzki w Duniłowiczach i Okręgowy w Wilnie. Właściwy urząd pocztowy mieścił się w Duniłowiczach.
W 1938 roku wieś należała do gromady Borowe gminy Duniłowicze.